# Scenopinus darwini
Scenopinus darwini är en tvåvingeart som beskrevs av Kelsey 1969. Scenopinus darwini ingår i släktet Scenopinus och familjen fönsterflugor. Inga underarter finns listade i Catalogue of Life.